# Amanda Crowe
Amanda Crowe (Cuaja Boundary, Carolina del Norte, 16 de julio de 1928 - 27 de septiembre de 2004) fue una escultora en madera y educadora en Idioma cheroqui (de la tribu Eastern Band Cherokee).

## Primeros años
Amanda decidió hacerse artista a la edad de cuatro años. Explicaba que cuando era una niña «Cada minuto que tenía lo pasaba esculpiendo o estudiando todo lo que encontraba sobre arte...» A los ocho años, ya estaba vendiendo sus esculturas.
Sus padres murieron ambos cuando Amanda era muy joven. Cuando tuvo que ir al instituto, su madre adoptiva lo arregló para que pudiera quedarse en Chicago, donde se graduó y pudo asistir a la Escuela del Instituto de Arte de Chicago. Entonces, en 1952, obtuvo una beca de la asociación John Quincy Adams para estudiar en el extranjero, y decidió estudiar escultura con José de Creeft en el Instituto Allende, en San Miguel de Allende, México. Por fin, obtuvo su Doctorado en Bellas Artes en la Escuela del Instituto de Arte de Chicago en 1952.

## Arte y enseñanza
En 1953, la Asociación Histórica Cherokee, la invitó a volver a Carolina del Norte para enseñar arte en el Instituto Cherokee de Secundaria. Ocupó el puesto durante casi cuatro décadas y enseñó escultura en madera a más de 2000 estudiantes.
Sus esculturas representan a menudo figuras de animales, y fue especialmente conocida por la expresividad de sus osos. Su obra es perfeccionista, altamente estilizada, y de talla suave. Ha trabajado con piedra y arcilla, pero la madera ha sido su material preferido, y esculpía maderas locales como cerezo salvaje, Buckeye, y nogal negro.
Su arte se compara a veces con la obra de Willard Stone. La historiadora del arte Esther Bockhoff ha escrito que Amanda Crowe fue «indudablemente una de las influencias primarias del resurgimiento de la escultura cherokee.» Hay colecciones públicas de su obra en el Museo de Historia Natural de Cleveland, en el Departamento de Interior de los Estados Unidos (del que depende la BIA), y en el Museo Nacional del Indio Americano. Entre muchos premios, Amanda ganó el Premio de la Herencia Popular de Carolina del Norte en el año 2000. Ha expuesto en museos como el Instituto de Arte de Chicago, el Museo de Arte de Atlanta, el Museo de Arte de Denver, el Mint Museum of Art de Charlotte, el Museo de Arte de Asheville, y ha tenido exposiciones en Alemania y el Reino Unido.
También ilustró el libro Cherokee Legends and the Trail of Tears, la primera edición es de 1956 y que ha sido reeditado varias veces desde entonces.
Amanda murió el año 2004. Muchos de los escultores de la Eastern Band Cherokee contemporáneos han estudiado con ella.